# Addison Emery Verrill

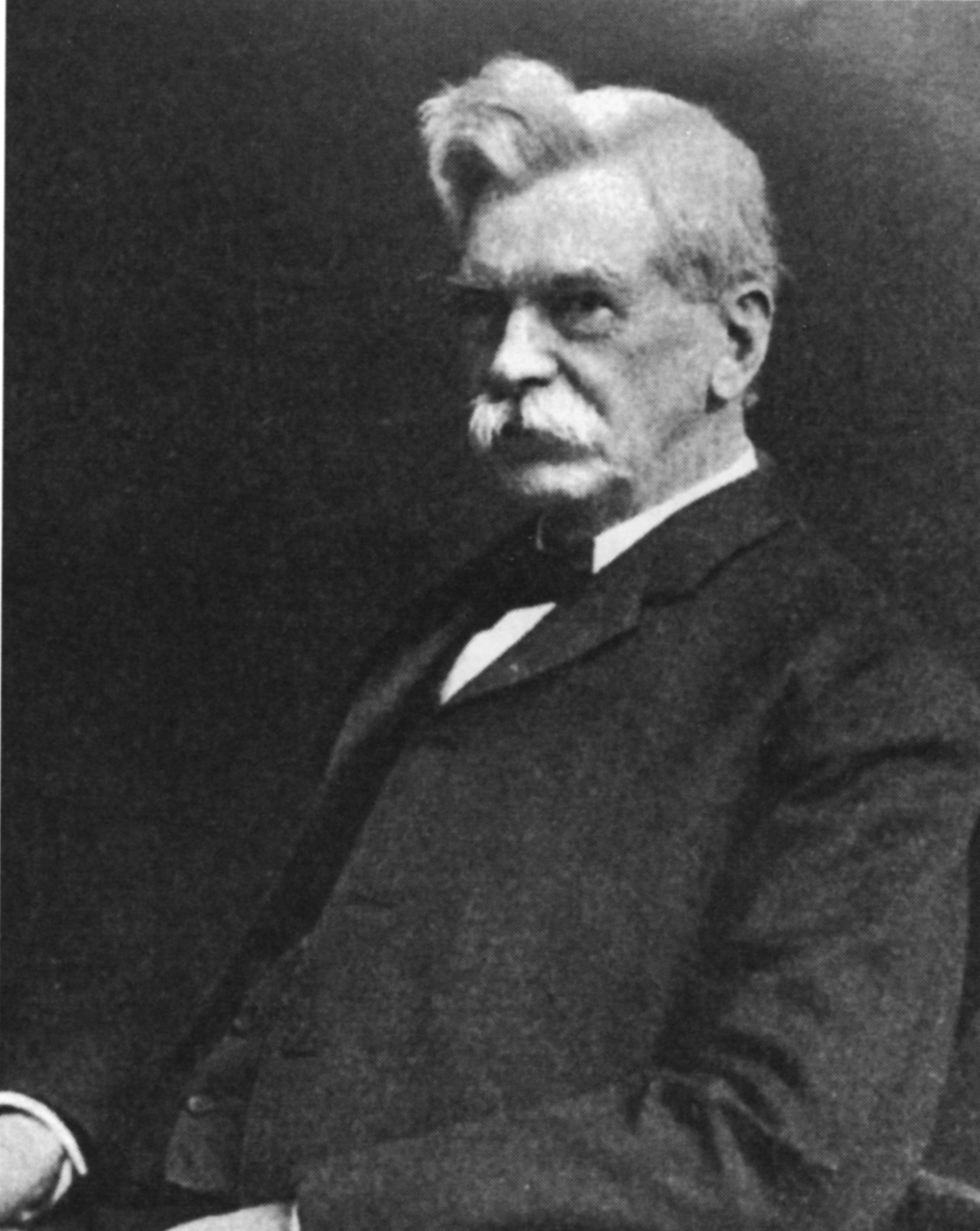
Addison Emery Verrill

Addison Emery Verrill (1839 - 1926), foi um zoólogo dos Estados Unidos da América. Foi aluno de Louis Agassiz, na Universidade de Harvard, tendo-se graduado em 1862. Logo aceitou um posto como primeiro professor de zoologia na Universidade de Yale, onde ensinou desde 1864 até à altura em que se reformou, em 1907. Entre 1868 e 1870 foi professor de anatomia comparada e entomologia na Universidade de Wisconsin. Desde 1860 investigou a fauna invertebrada da costa do Atlântico, especialmente no que referente a corais, anelídeos, equinodermes e moluscos, tendo-se tornado numa autoridade em cefalópodes, especialmente sobre lulas do Atlântico Norte. As suas coleccões foram depositadas no Museu Peabody de História Natural, na Universidade de Yale. No fim da sua vida, estudou a geologia e os animais marinhos das Bermudas.
No total, Verrill publicou mais de 350 artigos e monografias, tendo descrito mais de mil espécies em praticamente todos os grupos taxonómico maiores.
O seu filho, Alpheus Hyatt Verrill foi arqueólogo, explorador, inventor, ilustrador e autor.